# Colette Metz-la Croix
Colette Metz-la Croix (Amsterdam, 8 juni 1933 – aldaar, 15 mei 1994) was een Nederlands textielkunstenaar.

## Leven en werk
Metz was een dochter van Willy la Croix (1906-1944) en kunstenares Grethe Hansen (1906-2001). Zowel haar vader als grootvader Cris La Croix waren architect en ontwerper.
Metz werd opgeleid aan de Academie van Beeldende Kunsten in Den Haag. Ze maakte vooral wandtapijten. In 1955 richtte ze met de grafisch ontwerper Robert Metz ter gelegenheid van de eerste kinderboekenweek een tentoonstelling in, in de bibliotheek aan de Amsterdamse Keizersgracht. Het stel trouwde twee jaar later. Ze maakte ook poppen en publiceerde in 1976 met haar moeder het boekje Poppen en popjes.
Colette Metz stond in 1982 aan de wieg van het Vrouwen Kunst Kollektief; de aangesloten kunstenaressen streden onder meer tegen de kernwapenwedloop, racisme en seksisme. In 1985 kreeg het VKK een opdracht van de Universiteit van Amsterdam voor een serie vrouwenportretten. Metz schilderde daarvoor het portret van Helen Caldicott. Het archief van het VKK werd door Metz overgedragen aan Atria.
In 1959 werd zij moeder van haar eerste kind Maroeska Metz, een Nederlandse ontwerper en auteur.
De kunstenares overleed in 1994, op 60-jarige leeftijd.

## Publicatie
- 1976: Poppen en popjes : om zelf te maken. De Bilt: Cantecleer. ISBN 90-213-1344-8

- Biografisch Portaal: 58817656
- International Standard Name Identifier: 0000 0003 6874 2329
- Nederlandse Thesaurus van Auteursnamen: 070902585
- RKD-Nederlands Instituut voor Kunstgeschiedenis: 123922
- Virtual International Authority File: 282385495
- WorldCat: E39PBJgxq3Fj3j4wTCjRqVJbh3